# 꾸러기 전쟁
《꾸러기 전쟁》(영어: The Dog Who Stopped The War / 프랑스어: La Guerre Des Tuques)은 1984년에 개봉한 캐나다, 프랑스 합작 가족영화이다.

## 출연
- 세드릭 주흐 - 루크
- 마리-피에르 A. 다무어 - 소피
- 줄리앙 엘리 - 마크

## 한국판 성우진(KBS)
- 박영남 - 루크(세드릭 주흐)
- 서혜정 - 소피(마리-피에르 A. 다무어)
- 이영주 - 선생님(매들린 빌뇌브 부샤르)
- 성선녀 - 아이의 엄마(린나 르블랑)
- 한인숙 - 마크(줄리앙 엘리)
- 안경진 - 루시(마리스 카트라이트) / 프랑소와(민 부 뒥)
- 김정애 - 쟝(올리비에 모네트) / 친구(마티유 사바드)
- 최문자 - 마크의 엄마(프랜스 부샤르 라부아)
- 이연희 - 소피의 엄마(엘렌 아르세노)
- 최병상 - 마크의 아빠(장 게린)